# Juan Reboreda Enríquez
Juan Reboreda Enríquez (Mondariz, Pontevedra, 2 de junio de 1938-31 de mayo de 2022) fue un político español que fue alcalde de Mondariz (1970-2002).

## Biografía
Fue secretario de la Cámara Agraria Local y director de la sucursal de Mondariz de Caixa Galicia. Fue concejal y primer teniente de alcalde de Mondariz y en 1970 fue nombrado alcalde. Se presentó a las primeras elecciones democráticas liderando una candidatura independiente y fue elegido alcalde. Continuó como alcalde en las sucesivas elecciones primero por Alianza Popular y luego por el Partido Popular de Galicia, siempre con mayoría absoluta. El 27 de noviembre de 2002 renunció como alcalde, siendo reemplazado por el Primer Teniente de Alcalde Julio Alén Montes.
A lo largo de los 32 años al frente del consitorio mondaricense, dotó al municipio de un centro de salud, un centro social, diversas áreas de recreo en las playas fluviales de Val y Cernadela.
Fue diputado provincial y presidente del Mondariz F. C.